# Ekonomiska rådet (Sverige)
Ekonomiska rådet var under perioden 1988 till 2007 en svensk myndighet under finansdepartementet. Myndigheten inrättades under den första regeringen Carlsson då Kjell-Olof Feldt var svensk finansminister och därmed ansvarig för finansdepartementet. Rådet hade som uppgift att ta initiativ till och redovisa forskning och utredningsarbete av betydelse för den ekonomiska politiken. Rådet skulle även ge råd till finansdepartementet och konjunkturinstitutet i vetenskapliga frågor. Rådet bestod av 6 ledamöter samt chefen för konjunkturinstitutet som adjungerades till rådet. Ledamöter, ordförande och vice ordförande utsågs av regeringen. Rådet upphävdes 2007 av Reinfeldtregeringen med Anders Borg som finansminister i samband med inrättandet av den nya myndigheten finanspolitiska rådet.